# Prokópisz Pavlópulosz
Prokópisz Pavlópoulosz (Görögország, Peloponnészosz régió, Kalamáta, 1950. július 10.) 2015. március 13. és 2020. március 13. között Görögország elnöke, egyetemi tanár.
2004-2009-ig belügyminiszter volt.